# Кендра, Владислав
Владислав Кендра (пол. Władysław Kędra; 16 сентября 1918, Лодзь — 26 сентября 1968, Варшава) — польский пианист.
Учился в своём родном городе у Хелены Киеньской и Антония Добкевича, дебютировал с оркестром в 1933 году, исполнив произведения Йозефа Гайдна и Камиля Сен-Санса. В 1937 году принял участие в Третьем международном конкурсе пианистов имени Шопена, не получив наград, но зато получив приглашение входившей в состав жюри Магды Тальяферро продолжить обучение в Париже под её руководством, куда и отправился в том же году по окончании Лодзинской консерватории. В 1938 г. выступал в Морже у Игнаца Падеревского (о котором впоследствии опубликовал брошюру).
В годы Второй мировой войны жил в Люблине, зарабатывая на жизнь игрой в барах и ресторанах, время от времени ездил в Варшаву, где давал подпольные частные концерты из музыки польских композиторов. В 1945 году вернулся в Лодзь. Был финалистом Международного конкурса исполнителей в Женеве (1946), получил пятую премию на Четвёртом международном конкурсе пианистов имени Шопена (1949).
C 1957 г. жил и работал, главным образом, в Вене, преподавал в Венской академии музыки; среди его учеников, в частности, Хосе Альберто Каплан. Умер от рака.
Кендра оставил записи ряда произведений Фридерика Шопена, Ференца Листа, Джорджа Гершвина и др. Был первым исполнителем фортепианного концерта Станислава Вислоцкого.
Имя Кендры носит проходящий в Лодзи с 2002 года Всепольский конкурс юных пианистов.